# Rainberry
Rainberry (wcześniej BitTorrent) – amerykańskie przedsiębiorstwo z siedzibą w San Francisco odpowiedzialne za rozwój protokołu BitTorrent oraz dwóch klientów: BitTorrent i µTorrent. Firma została założona 22 września 2004 roku przez Brama Cohena i Ashwina Navina. Według firmy protokół BitTorrent stanowi dziennie 40% światowego ruchu w internecie.